# Солдати (телесеріал)
«Солда́ти» (рос. «Солдаты») — російський комедійний телесеріал телеканалу РЕН ТВ, знятий на замовлення продюсерського центру Леан-М (2004—2010 роки). За кількістю серій — рекордсмен серед російських серіалів. В Україні телесеріал демонструвався на Новому каналі, 2+2 та К1.
З 5 лютого 2015 року рішенням Держкіно 13, 14, 15, 17 сезони серіалу заборонені до показу та поширення в Україні.

## Всі сезони фільму
| Рік  | Назва                           | Кількість серій                                    |
| ---- | ------------------------------- | -------------------------------------------------- |
| 2004 | «Солдати»                       | 16 серій + 2 спецсерії «Здрастуй, рота, Новий рік» |
| 2004 | «Солдати 2»                     | 16 серій + 2 спецсерії до 23 лютого                |
| 2005 | «Солдати 3»                     | 16 серій                                           |
| 2005 | «Солдати 4»                     | 19 серій                                           |
| 2005 | «Солдати 5»                     | 19 серій                                           |
| 2006 | «Солдати 6»                     | 16 серій                                           |
| 2006 | «Солдати 7»                     | 16 серій                                           |
| 2006 | «Солдати 8»                     | 16 серій                                           |
| 2006 | «Солдати 9»                     | 20 серій                                           |
| 2006 | «Солдати 10»                    | 20 серій                                           |
| 2007 | «Солдати 11»                    | 12 серій                                           |
| 2007 | «Солдати 12»                    | 50 серій                                           |
| 2007 | «Солдати 13»                    | 64 серії                                           |
| 2008 | «Солдати 14»                    | 64 серії + 2 спец серій «Новий год твою девизию»   |
| 2008 | «Солдати 15. Новий призов»      | 83 серії                                           |
| 2010 | «Солдати 16. Дембель неминучий» | 90 серій                                           |
| 2013 | «Солдати 17»                    | 20 серій                                           |

## Сюжет
Дія відбувається головним чином у військовій частині, в місті, в квартирі персонажів. В серіалі показаний побут та відносини солдатів, сержантів, прапорщиків та офіцерів та їхнього найближчого оточення.
Все починається з того як міський мажор Мишко Медведєв (Олександр Лимарєв) і простий хлопчина з села Кузьма Соколов (Іван Моховиков), які раніше були земляками, але на довгий час втратили зв'язки на «цивілці», потрапляють до армії, кожен по своїй причині. Спочатку хлопцям доводиться туго: їх б'ють, ображають «діди», особливо Медведєва. Але вони швидко адаптуються: Соколов знайшов собі друга — прапорщика Шматко (пізніше найвідомішого героя у серіалі), а в Медведєва починається роман з медсестрою Іриною Пилєєвою. Але виявляється, що не тільки Медвєдєв закоханий у медсестру, а ще й заступник командира частини з виховної роботи майор Колобков. У 2-ій частині «Медведь» та «Колобок» «воюють» один з одним, Колобков навіть намагається вбити Медведєва. Але кохання перемагає. Крім того, Медведєв комісований через поранення на півроку раніше терміну. Але залишаються ще два головних герої — єфрейтор Соколов та лейтенант/старший прапорщик Шматко з різними, але інколи перетинаючимися історіями.
На момент закінчення шістнадцятого сезону в проекті з початкових героїв залишились лише лейтенант Соколов (Іван Моховиков), полковник Зубов (Олексій Ошурков), Варя Соколова (Софія Ануфрієва), старший прапорщик Шматко (Олексій Маклаков) та старший прапорщик Данилович (Анатолій Кощеєв).
В серіалі використані музичні роботи груп «Кінець фільму» («Юность в сапогах», «Прапорщик-блюз», «Дембельська», «Песня „духов“», «Хорошо», «Тема любви», «Не завидуй», «Ночь одиночества», «Пуэрториканец»), «Юта» («Отчизне служи», «Жили-были») та «Лепреконси» («Солдаты»).
Показ заключних семи серії 16 сезону почався з 8 до 17 червня 2010 року по каналу НТК.
У 2013 році відбувся показ 17 сезону.

## Заборона в Україні
5 лютого 2015 року Держкіно на підставі рекомендацій Експертної комісії з питань розповсюдження і демонстрування фільмів заборонило 20 фільмів і серіалів виробництва Російської Федерації, серед яких і 13, 14, 15, 17 сезони серіалу «Солдати». Перегляд фільмів відбувся на прохання ТРК «Студія 1+1», яка звернулася до Держкіно аби та надала експертну оцінку переліку серіалів і фільмів російського виробництва з метою підтримання власної ініціативи щодо відмови від показу фільмів та серіалів про російських військових, поліцію тощо.

## В фільмі знімались

### В головних ролях

#### Персонажі сьогоднішніх сезонів
- Олексій Ошурков — капітан/майор/підполковник/полковник Микола Миколайович Зубов (1—16 частини)
- В'ячеслав Гришечкін — майор/підполковник/полковник Олександр Степанович Староконь (2—17 частини)
- Анатолій Кот — майор/підполковник/полковник Анатолій Євгенійович Шкалін з особливого відділу (11—17 частини)
- Роман Богданов — капітан/майор/підполковник Степан Валентинович Приходько — заступник командира частини по виховній роботі (12—17 частини)
- Василь Сєдих — старший лейтенант/капітан Олексій Іванович Циплаков — командир 5-ї роти (12-16 частини)
- Спартак Сумченко — капітан Ранцев — командир 2-ї роти (16 частина)
- Іван Моховиков — рядовий/єфрейтор/прапорщик/молодший лейтенант/лейтенант/капітан Кузьма Іванович Соколов — командир 1-го взводу 2-ї роти (1—17 частини)
- Михайло Скачков — лейтенант Сергій Вікторович Макеєв (13—16 частини)
- Єгор Ніколаєв — лейтенант/старший лейтенант/капітан — Зам по зброї (17сезон) Петро Олексійович Кулєшов (13—17 частини)
- Денис Бузін — рядовий/сержант Юрій Бутонов — контрактник (9—16 частини)
- Максим Мальцев — рядовий/молодший сержант/єфрейтор/сержант Антон Юхимович Папазогло — контрактник (2—8, 12, 16 частини)
- Олексій Маклаков — прапорщик/старший прапорщик/лейтенант/старший прапорщик Олег Миколайович Шматко — начальник складу ПММ (1—12, 15—17 частини)
- Анатолій Кощеєв — прапорщик/старший прапорщик Анатолій Данилович Данилюк — начальник речового складу (1—17 частини)
- Світлана Пермякова — прапорщик/старший прапорщик Жанна Семенівна Топалова — начальник продовольчого складу (12—16 частини)
- Софія Ануфрієва — Варвара Тимофіївна Соколова (1—16 частини)
- Руслан Сасін — рядовий/приватний підприємець/сержант Вадим Анатолійович Цлав (5—17 частини)
- Ігор Гаспарян — рядовий/єфрейтор/сержант Сократ Ованесович Погосян (13-17 частини)
- Олександр Пацевич — старший сержант/молодший лентенант (Командир 2-ї роти з 17 сезону) Матвій Сологуб (15—17 частини)
- Андрій Зібров — підполковник/полковник Японцев Віталій Альбертович (16—17 частини)

#### Персонажі, які закінчили службу
- Олександр Лимарєв — рядовий/молодший сержант/сержант/приватний підприємець/депутат обласної думи Михайло Петрович Медведєв (1—3, 6—10 частини)
- Борис Щербаков — полковник/генерал-майор Павло Терентійович Бородін (1—2, 6—13 частини)
- Роман Мадянов — майор/підполковник/полковник/підприємець Віктор Романович Колобков (1—2, 6—10 частини)
- Ольга Фадєєва — сержант медичної служби Ірина Дмитрівна Пилєєва (Медведєва) (1—3, 6—10 частини)
- Ігнатій Акрачков — лейтенант/старший лейтенант/капітан Валерій Геннадійович Смальков (2—9 частини)
- Павло Майков — капітан Павло Наумович Кудашов (3—5 частини)
- Катерина Юдіна — сержант медичної служби Лариса Анатоліївна Щекочихіна (3—6 частини)
- Юрій Сумма — капітан/майор Владислав Михайлович Кузубов (2—12 частини)
- Олексій Панін — капітан/майор Олексій Дубін (7, 9—11 частини)
- Оскар Кучера — лейтенант/старший лейтенант/капітан Олександр Сергійович Курєнков (9—16 частини)
- Павло Баршак — старшина першої статті/прапорщик Володимир Петрович Ковальський (10, 11—13 частини)
- Ольга Філліпова — сержант медичної служби Тамара Андріївна Славська (11—13 частини)
- Євген Крилов — майор Василь Броніславович Кайгородов (13—14 частини)
- Юлія Жигаліна — молодший сержант медичної служби Дарія Сергіївна Кобякова (13—16 частини)
- Олександр Нікітін — майор Євген Олександрович Добродій (15 частина)
- Володимир Турчинський — прапорщик Володимир Олександрович Боровий (15 частина)

### В інших ролях

#### ДМБ 2004
- Юрій Сафаров — сержант Фомін (1—2 частини)
- Максим Коновалов — сержант Костянтин Прохоров (1—2 частини)
- Віталій Абдулов — старший сержант/сержант Євсєєв (1—2, 5 частини)
- Павло Касинський — сержант Костянтин Рилєєв (1 частина)
- Нодар Джалінідзе — молодший сержант Звягін (1 частина)
- Павло Місаїлов — рядовий/кухар Сухачов (1—2 частини)

#### ДМБ 2005
- Антон Ельдаров — рядовий/молодший сержант/сержант/старший сержант Георгій Костянтинович Гунько (1—4, 5 (епізод 19 серії), 13, 16 частини)
- Олександр Пальчиков — рядовий/єфрейтор Петро Кабанов (1—3, 5 частини)
- Амаду Мамадаков — рядовий Іван Вакутагін (1—5, 12 частини)
- Дмитро Єрмілов — рядовий Сергій Ходоков (1—2 частини)
- Кирило Плетньов — рядовий/молодший сержант Денис Анатолійович Неліпа (3 частина)
- Михайло Тарабукін — рядовий Сергій Іванович Бабушкін (3—4 частини)
- Іван Жидков — молодший сержант/рядовий Юрій Олексійович Самсонов (4—5 частини)

#### ДМБ 2006
- Олександр Фіронов — рядовий/молодший сержант Кирило Нестеров (2—8, 12 частини)
- Юрій Шибанов — рядовий/молодший сержант Ренат Оскарович Фахрутдинов (3—6, 7—8 частини)
- Павло Галич — рядовий/єфрейтор/рядовий/сержант Ігор Лавров (2—8, 13, 16 частини)
- Василь Шевелілкін — рядовий/єфрейтор Родіон Віталійович Щур (3—8, 12, 16 частини)

#### ДМБ 2007
- Михайло Горський — рядовий/молодший сержант/сержант Роман Максименко (5—13 частини)
- Артем Григор'єв — рядовий/єфрейтор/молодший сержант Тимофій Кіт (5—13 частини)
- Назар Ас-Самарай — рядовий/єфрейтор Аслахан Кичибеков (5—13 частини)
- Юрій Макеєв — рядовий/молодший сержант Анатолій Мазаєв (5—10 частини)
- Ілля Білокобильський — рядовий Андрій Скрипка (7—13 частини)

#### ДМБ 2008-весна
- Тимур Казнов — рядовий/сержант Станіслав Ярошенко (9—15, 16 частини)
- Антон Білий — рядовий/сержант Сергій Миколайович Суслопаров (9—15 частини)
- Олексій Нікулін — рядовий/молодший сержант Костянтин Миколайович Покрошинський (9—15 частини)
- Василь Герасимов — рядовий/єфрейтор Костянтин Тонишев (11—15 частини)
- Володимир Яглич — рядовий Андрій Грачов (9—10 частини)
- Вадим Утьонков — рядовий Олексій Носов (9—10 частини)
- Олексій Лонгін — рядовий Сергій Комаров (11 частина)
- Олексій Алексєєв — сержант Кобрін (14 частина)

#### ДМБ 2008-осінь
- В'ячеслав Шихалєєв — рядовий/молодший сержант Федір Ігорович Навадський (13-16 частини)
- Павло Абраменков — рядовий Петро Олексійович Паршин (13-16 частини)
- Ігор Гаспарян — рядовий/єфрейтор/сержант Сократ Ованесович Погосян (13-17 части)

#### ДМБ 2009-літо
- Максим Дромашко — рядовий/єфрейтор Ігор Чинков (15—16 частини)
- Роман Русаков — рядовий Рамір Серєбряний (15—16 частини)
- Євген Отставнов — рядовий Юрій Степанов (15—16 частини)
- Влад Погиба — рядовий Геннадій Усольцев (15—16 частини)

#### ДМБ 2009-зима
- Сергій Кузькін — рядовий Віктор Бах (16 частина)
- Ола Кейру — рядовий Міколас Будрайтіс (16 частина)
- Євген Радченко — рядовий Володимир Ковригін (16 частина)
- Юрій Биков — рядовий Микола Олександрович Сопонар (16 частина)
- Кирило Каганович — рядовий Борис Савушкін (16 частина)

#### ДМБ 2011-осінь
- Евгеній Харланов — молодший сержант/з 5 серії 17 частини єфрейтор Володимир Рогов (17 частина)
- Антон Аносов — єфрейтор Ігор Ламбин (17 частина)
- Дмитрій Биков — рядовий Михаил Толстой (17 частина)

#### Колишні персонажі
- Ольга Юрасова — Марія Струк (Шматко) (1—11 частини)
- Тетяна Кузнєцова — Анжела Олегівна Струк, мама Маші (1—12 частини)
- Анна Большова — Анна Шматко, друга дружина Шматко (12 частина)
- Марія Аронова — чепочниця Евеліна Георгіївна (2—5 частини)
- Наталія Гудкова — чепочниця Вікторія Олександрівна Колобкова (6—8 частини)
- Юлія Борилова — чепочниця/кухар Марина Зотова (9—15 частини)
- Анна Ардова — Валентина Юріївна Покрошинська (9—10 частини)
- Ольга Зіньковська — бібліотекар Наталія Петрівна Курєнкова (9—15 частини)
- Володимир Толоконников — Євген Петрович Шматко, дядько Шматко (12 частина)
- Олександра Живова — бібліотекар Альона (14—15, 16 частини)
- Ренат Кадиров — писар Донських (12—14 частини)
- Юрій Квятковський — рядовий Данило Полтавський (15 частина)
- Евеліна Бльоданс — Маргарита, психолог (16 частина)